# Мазинг, Евгений Карлович
Евгений Карлович Мазинг (17 апреля 1880, Москва — 24 марта 1944, Москва) — советский учёный, специалист в области двигателей внутреннего сгорания; доктор технических наук (1937), заслуженный деятель науки и техники РСФСР (1941).

## Биография
Родился 5 апреля (17 апреля по новому стилю) 1880 года в Москве в семье известного педагога и общественного деятеля — Карла Карловича Мазинга.
В 1898 окончил реальное училище в Москве, а в 1906 году — Императорское московское техническое училище, получив звание инженера-механика. Был оставлен при вузе и работал в лаборатории двигателей внутреннего сгорания у русского учёного В. И. Гриневецкого. В 1913 году был направлен в трехмесячную научную командировку в Германию и Швейцарию. В 1914 году начал читать здесь лекции по курсу «Двигатели внутреннего сгорания» (в 1920—1944 годах — профессор, заведующий кафедрой). Во время Первой мировой войны Евгений Мазинг организовал вместе с Н. Р. Брилингом бесплатные автомобильные курсы при Всероссийском Земском Союзе, а в 1915—1917 годах заведовал ими.
Одновременно с преподаванием в МВТУ, в 1918—1922 годах руководил отделом двигателей внутреннего сгорания в Экспериментальном институте Наркомпути. В 1920 году он был одним из инициаторов создания Научного автомоторного института и в 1922—1932 годах возглавлял термодинамический отдел этого института. Также принимал участие в организации Теплотехнического института. В годы Великой Отечественной войны Е. К. Мазинг находился в Ижевске, где МВТУ продолжило готовить специалистов. В Ижевске его кафедра вела разработки проектов газогенераторных установок для перевода двигателей
жидкого топлива на газ по заданиям промышленности. Вернулся из эвакуации в Москву в 1943 году.
Кроме автомобильной тематики, Евгений Мазинг занимался тепловозами — создал систему пневматической передачи тепловоза и участвовал в проектировании тепловоза Юк 004 в Тепловозном бюро в 1922—1924 годах.
Жил в Москве в Токмаковом переулке, 15 и в Малом Знаменском переулке, 7/10. Умер 24 марта 1944 года в Москве. Похоронен на Введенском кладбище рядом с могилой своего отца (5 уч.).

## Память
Развивая идеи Василия Гриневецкого, Евгений Мазинг предложил метод теплового расчета двигателей внутреннего сгорания, названный «методом Гриневецкого-Мазинга».